# 二玄社
二玄社（にげんしゃ／英記 Nigensha Co, Ltd）は、日本の出版社。書道等の東洋美術専門の出版社として設立された。自動車雑誌「カーグラフィック」創刊以降は、「書道・美術部門」と「自動車関係部門」の2部門を特徴としていたが、『NAVI（ナビ）』誌の休刊と『カーグラフィック』誌の移管以降は美術関連のみ取り扱っている。

## 概要
- 本社所在地:東京都文京区本駒込 6-2-1
- 代表取締役会長：渡邊隆男
- 代表取締役社長：渡邊也寸美

## 歴史
- 1955年：創立
- 1962年：自動車雑誌『カーグラフィック（CG）』創刊
- 1984年：自動車雑誌『NAVI（ナビ）』創刊
- 1989年：自動車雑誌『スーパーCG』創刊
- 1996年：『スーパーCG』休刊
- 2005年：創立50周年
- 2006年：初代社長の渡邊が会長に就任し、2代目社長には元専務の黒須雪子が昇格。『NAVI』に参画した顧問の大川悠と取締役2人が退社。
- 2010年：『NAVI』他、計3雑誌が休刊となり、カーグラフィックの編集は「株式会社カーグラフィック」に移管、二玄社は販売のみを担当。本社を東京都千代田区神田神保町2-2から現在地に移転。同年9月17日、社長の黒須が死去。

## その他の刊行書籍
- 『世界の自動車』
- 『名車を創った男たち -プロジェクト・リーダーの流儀-』大川悠、道田宣和、生方聡共著、二玄社、2011年、ISBN 978-4-544-40051-9

## 関係したテレビ番組
- 『カーグラフィックTV』（テレビ朝日） 1984年-
- 『三軒茶屋モータリングクラブ』（テレビ東京） 2001年-2002年